# Băieții descurcăreți

Băieții descurcăreți este un serial de televiziune difuzat de Disney Channel. Inițial, serialul făcea parte din blocul zilnic de emisiuni Playhouse Disney. În 14 februarie 2011 a fost mutat la Disney Junior (înlocuitor pentru Playhouse Disney).
Povestea expune munca pe care patru băieți o desfășoară într-un atelier de idei, rezolvând problemele pe care le întâmpină zi de zi. Împreună cu Nina, aceștia cântă, se distrează și rezolvă problemele ivite. Printre personaje se numără și domnul Plicticos, dar și șoarecele lui Smitty, care vorbește din când în când.

## Personaje
| Nume                  | Actor/Dublat de |
| --------------------- | --------------- |
| Dave                  | Dave Poche      |
| Rich                  | Rich Collins    |
| Smitty                | Scott Smith     |
| Scott                 | Scott Durbin    |
| Șoarecele atelierului | Kevin Carlson   |
| Nina                  | Wendy Calio     |
| Domnul Plicticos      | Douglas Fisher  |
| Vocea telefonică      | Kath Soucie     |